# 雙港 (加利福尼亞州)
雙港（英語：Two Harbors）是位於美國加利福尼亞州洛杉磯縣的一個非建制地區。該地的面積和人口皆未知。

## 地理
雙港的座標為33°26′20″N 118°29′50″W / 33.43889°N 118.49722°W，而該地的平均海拔高度為3000米（即9853英尺）。